# Ben Lomond (Arkansas)
Ben Lomond é uma cidade  localizada no estado americano de Arkansas, no Condado de Sevier.

## Demografia
Segundo o censo americano de 2000, a sua população era de 126 habitantes. 
Em 2006, foi estimada uma população de 130, um aumento de 4 (3.2%).

## Geografia
De acordo com o United States Census Bureau, a localidade tem uma área de 10,2 km², sem área coberta por água. Ben Lomond localiza-se a aproximadamente 106 m acima do nível do mar.

## Localidades na vizinhança
O diagrama seguinte representa as localidades num raio de 24 km ao redor de Ben Lomond. 